# Бёрган, Хантер
Хантер Лоуренс Бёрган (Hunter Lawrence Burgan, 14 мая 1976, Грасс Вэлли, Калифорния), более известный как Хантер (Hunter) — американский музыкант. На данный момент является бас-гитаристом в группе AFI. Играет на гитаре Fender Jazz Bass. Веган.

## Карьера
Перед тем, как Хантер окончательно присоединился к AFI, музыканты «одолжили» его у группы The Force на некоторое время, чтобы заменить ушедшего Джеффа Кресге в концертных турах и записи альбома Shut Your Mouth and Open Your Eyes, однако в ноябре 1997 года новый басист закрепился в составе коллектива. Вскоре, в сентябре 1998 года, The Force распались.
Хантер любит творчество Принса и владеет собственным сайд-проектом, называемым Hunter Revenge, ориентированным на исполнение песен в стиле R&B 80-х годов. Талантливый мультиинструменталист, Бёрган играет на басу, ударных, гитаре, саксофоне, кларнете и фортепиано. Был барабанщиком и одним из основателей The Frisk, которые сыграли последний концерт в декабре 2005 года. В середине 90-х также барабанил в Badical Turbo Radness (BTR), как и в The Eyeliners, Gardening, Not Architecture, F-Minus (один концерт) и Halo Friendlies (один тур).
Хантер принимал участие в записи альбома Tegan and Sara The Con в 2007 году, играя на басу в песнях, написанных Тиган. Появился с ними в шоу Late Night with Conan O’Brien, играя на шейкерах в песне «Back in Your Head». Также подтвердил информацию о предстоящем сайд-проекте с Тиган и помог в составлении текстов трёх её песен с альбома Sainthood.
Играл на басу в песне Golden Shoulders «Little Nixon» из их альбома Get Reasonable.

## Дискография

### The Force
- Fettish EP (1996)
- I Don’t Like You Either (1997)
- Split EP with The Traitors (1998)
- Complete Discography (2008)

### Badical Turbo Radness
- To The Rescue (1997)

### AFI
- Shut Your Mouth and Open Your Eyes (1997)
- A Fire Inside EP (1998)
- Black Sails EP (1999)
- Black Sails in the Sunset (1999)
- All Hallow's EP (1999)
- The Art of Drowning (2000)
- 336 (2002)
- Sing the Sorrow (2003)
- Decemberunderground (2006)
- Crash Love (2009)
- Burials (2013)
- AFI (The Blood Album) (2017)

### The Frisk
- Rank Restraint (2001)
- Audio Ransom Note (2003)

### Hunter Revenge
- Hunter Revenge (2001)

### Tegan and Sara
- The Con (2007)
- Sainthood (2009)

### Dan & Hunter
- Dan & Hunter’s Holiday EP Volume One (2008)